# 真方勲
真方 勲（まがた いさお、1899年（明治32年）8月18日 - 1972年（昭和47年）12月27日）は、大日本帝国陸軍軍人。最終階級は陸軍少将。兵科は歩兵科。

## 経歴
1899年（明治32年）に宮崎県で生まれた。陸軍士官学校第32期、陸軍大学校第40期卒業。支那駐在を経て、1938年（昭和13年）12月に興亜院調査官に着任した。1940年（昭和15年）12月に興亜院政務部第2課長に転じ、1941年（昭和16年）3月に陸軍大佐に進級した。
1942年（昭和17年）11月に歩兵第45連隊長（第17軍・第6師団・第6歩兵団）に就任し、ブーゲンビル島に出征し、米軍と激戦を繰り広げた。1945年（昭和20年）4月27日に第17軍参謀長に就任し、6月10日に陸軍少将に進級。ブーゲンビル島で米軍に対し抵抗を続け、終戦を迎えた。
1947年（昭和22年）11月28日、公職追放仮指定を受けた。